# Kustbevakningens grader i Storbritannien
Kustbevakningens grader i Storbritannien visar den hierarkiska ordningen vid HM Coastguard, den brittiska sjöräddningsmyndigheten
| Tjänstebenämning tjänstemän     | Chief Coastguard       | Principal Officer | Inspector                | District Officer         | Assistant District Officer | Watch Officer          | Watch Assistant          |                |
| Motsvarande civil nivå          | Grade 5 SCS Pay Band 1 | Grade 7 Band B2   | SEO Band C1              | HEO Band C2              | EO Band D                  | AO Band E1             | AA Band E2               |                |
| Motsvarande civil grad          | Assistant Secretary    | Principal Officer | Senior Exexutive Officer | Higher Executive Officer | Executive Officer          | Administrative Officer | Administrative Assistant |                |
| Motsvarande militär nivå        | OF-6                   | OF-5              | OF-4                     | OF-3                     | OF-2                       | OR-6                   | -                        |                |
| Motsvarande grad i Royal Navy   | Commodore              | Captain           | Commander                | Lieutenant Commander     | Lieutenant                 | Petty Officer          | -                        |                |
| Gradbeteckning tjänstemän       |                        |                   |                          |                          |                            |                        |                          |                |
| Befattningsbenämning frivilliga |                        |                   |                          |                          |                            | Station Officer        | Deputy Station Officer   | Rescue Officer |
| Gradbeteckning frivilliga       |                        |                   |                          |                          |                            |                        |                          |                |